# Jałowiecka Przełęcz
Jałowiecka Przełęcz (słow. Jalovecké sedlo) – położona na wysokości 1858 m przełęcz w Grani Rosochy w słowackich Tatrach Zachodnich. Znajduje się w tej grani pomiędzy Jałowiecką Kopą (1938 m) a  Jałowieckim Przysłopem (2142 m). Pomiędzy Jałowiecką Przełęczą a Jałowieckim Przysłopem znajduje się jeszcze słabo wyróżniający się wierzchołek Pośredniego Przysłopu. Jałowiecka Przełęcz jest najniższym punktem w tej grani. Stoki spod trawiastej przełęczy opadają z jednej strony do Doliny Żarskiej, z drugiej do doliny Parzychwost, która jest boczną odnogą Doliny Jałowieckiej i od nazwy tej doliny pochodzi nazwa przełęczy. Żlebami spod Jałowieckiej Przełęczy na obydwu jej stokach spływają niewielkie potoczki, a zimą zsuwają się lawiny.

## Szlaki turystyczne
– zielony szlak od Schroniska Żarskiego obok Symbolicznego Cmentarza Ofiar Tatr Zachodnich, przez Szarafiowy Żleb i Jałowiecką Przełęcz na Banówkę. Czas przejścia: 3 h, ↑ 2 h